# Horisont (litterär kalender)
Ej att förväxla med Horisont (tidskrift).

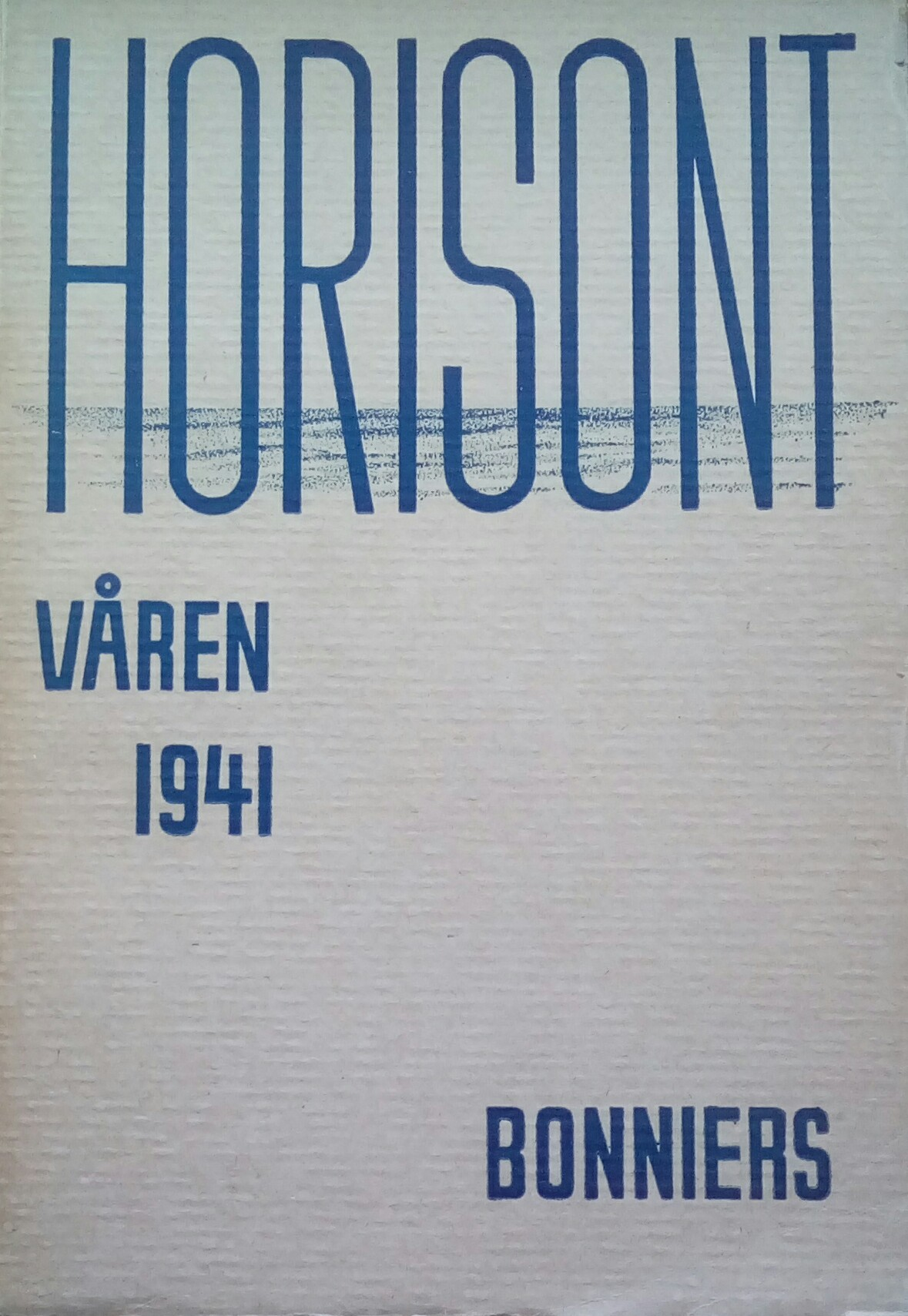
Den första utgåvan av Horisont från 1941.

Horisont var en litterär kalender som utkom med fem nummer under åren 1941-1944 på Bonniers Förlag. I redaktionen ingick Artur Lundkvist, Johannes Edfelt, Thorsten Jonsson och Gerard Bonnier.
I kalendern introducerades ny utländsk och svensk litteratur med modernistisk inriktning. Här översattes och introducerades bland annat en rad nordamerikanska författare som William Faulkner, William Saroyan och Erskine Caldwell. Den blev även ett viktigt forum för ny svensk litteratur. I det första numret publicerade Erik Lindegren ett urval dikter ur det som skulle bli mannen utan väg och Eyvind Johnson bidrog med ett avsnitt ur den kommande romanen Grupp Krilon. Ett betydande bidrag var också en stor essä om Franz Kafka av Karl Vennberg i det sista numret. Även konstnärer som Esaias Thorén medverkade med illustrationer.

## Källa
Den svenska litteraturen 1920-1950, Modernister och arbetardiktare, Bonniers 1989.